# 1500 or Nothin'
1500 or Nothing um conjunto musical americano composto por produtores de discos, compositores, músicos e videógrafos musicais , formado em 2006, em Los Angeles, Califórnia. Com sede localizada em Inglewood, Califórnia , 1500 or Nothin 'é composto de três divisões internas: 1500 Or Nothin' Music, 1500 Or Nothin 'Video e 1500 Or Nothin' Ancillary. Em 2006, 1500 or Nothin 'começou a criar "uma variedade de gêneros musicais, incluindo Hip-Hop, Rap, Rhythm & Blues, Rock Alternativo, Música Urbana e Nova Adulto Contemporaneo. O coletivo 1500 or Nothin' mostraram suas habilidades de escrita, produção ou instrumentos para discos de Justin Timberlake, Asher Roth, Jay-Z, Kanye West, TI, Bruno Mars e B.o.B.
Além disso, a 1500 or Nothin 'band ou The Fifteen Hundreds, como são frequentemente chamados, são uma banda de 8 integrantes que faz turnês internacionais e faz aparições na televisão regularmente com artistas como Snoop Dogg, Lupe Fiasco, The Game e Faith Evans. 

## Membros
- Lawrence Dopson - também conhecido como Rance - piano, bateria, guitarra, percussão e CEO. Dopson é responsável por formar a equipe indicada ao Grammy.[4] Ele teve oportunidades de trabalhar com super-produtores Just Blaze, Bryan-Michael Cox, Teddy Riley e Tim & Bob. Produtor indicado ao Grammy por seu trabalho na canção "Far Away" de Marsha Ambrosius, junto com suas seis canções em "Food and Liquor 2", de Lupe Fiasco.

- James Fauntleroy é um cantor e compositor de R&B/Pop vencedor do Grammy, cujo repertório inclui as gravações " No Air " de Jordin Sparks com Chris Brown (com mais de 8,5 milhões de vendas de singles em todo o mundo), bem como inúmeras canções de artistas como Rihanna , Britney Spears, Brandy, Beyoncé, Timbaland, David Archuleta, Usher, P. Diddy , por seu trabalho com o grupo Cocaine 80's, que inclui o produtor NOID e o rapper Common, para citar alguns.

- Lamar Edwards também conhecido como Mars ou Marz - piano, bateria, guitarra, percussão. Mars se juntou a 1500 ou Nothin 'durante seus anos de colégio.[5] Ele lançou dois projetos solo apresentados pelo DJ Don Cannon , Life on Mars (13 de junho de 2009) e My Guy Mars (26 de setembro de 2013). Ele contribuiu para o álbum homônimo de Dirty Projectors de 2017 . Além disso, ele é membro da Smash Factory , uma produtora lançada em colaboração com o produtor Lil 'C e o artista multi-platina T.I.[5]

- Brody Brown - piano, bateria, guitarra, percussão. Em colaboração com Bruno Mars , a dupla trabalhou com sucesso em várias faixas indicadas ao Grammy . Em 2012, a dupla foi indicada para Canção do Ano por "Grenade". Brown também é colaborador do álbum The Lady Killer de Cee Lo Green.  Ele faz parte da Shampoo Press & Curl, uma equipe de produção e composição, junto com Mars e Philip Lawrence.[6]

## Banda
- Larrance Dopson - teclados, MD, percussão
- Lamar "Mars" Edwards - teclados
- Brody Brown - baixo
- Uncle Chucc - guitarra principal, baixo, voz
- Kenneth "Bam" Alexander - bateria
- James Faunterloy - guitarra, voz
- DJ Young Guru - DJ, programação
- Just Blaze - DJ, teclados, programação